# Iñaki Sáez
Pour les articles homonymes, voir Sáez.
José Ignacio Sáez Ruiz, plus communément appelé Iñaki Sáez, né le 23 avril 1943, est un footballeur espagnol. En tant que joueur il remporte la Coupe d'Espagne à deux reprises avec l'Athletic Bilbao. Après avoir mis un terme à sa carrière, il devient entraîneur et est nommé à la tête des sélections de jeunes de la fédération espagnole. Sous sa direction, l'Espagne remporte le championnat d'Europe espoirs en 1998, la Coupe du monde des moins de 20 ans en 1999 et le championnat d'Europe des moins de 19 ans en 2002. Nommé sélectionneur national, il dirige l'équipe d'Espagne durant le championnat d'Europe 2004.

## Carrière

### En tant que joueur
Iñaki Sáez est formé au club de San Vicente et commence sa carrière au Barakaldo CF, qui évolue alors en seconde division. Entre 1962 et 1974, le défenseur dispute 263 matches dans le championnat d'Espagne et inscrit 7 buts pour l'Athletic Bilbao. Il remporte la Coupe d'Espagne à deux reprises, en 1969 et 1973. En 1968, il obtient trois sélections en équipe d'Espagne.

### En tant qu'entraîneur

#### En club
Iñaki Sáez commence sa carrière d'entraîneur dans son ancien club, l'Athletic Bilbao. Il dirige d'abord les équipes de jeunes à partir de 1975, avant d'être nommé entraîneur de l'équipe première en 1980. Il dirige l'équipe pendant une saison avant de reprendre son poste à la tête des équipes de jeunes. Sáez est rappelé à deux reprises pour entraîner l'équipe première, lors des saisons 1985-1986 et 1990-1992,. Au cours de la saison 1993-1994, puis en 1995, Sáez entraîne l'Unión Deportiva Las Palmas, qui évolue en 3e division. Il remplace Benito Floro à Albacete durant les derniers mois de la saison 1995-1996,.

#### Équipe nationale
De 1996 à 2002, Iñaki Sáez est sélectionneur des équipes de jeunes espagnoles, dont l'équipe espoirs. Sous sa direction, celle-ci remporte l'édition 1998 du championnat d'Europe espoirs en battant la Grèce en finale. L'Espagne remporte également la Coupe du monde des moins de 20 ans 1999, en s'imposant en finale devant le Japon, puis obtient la médaille d'argent durant le tournoi de football des Jeux olympiques 2000. Troisième du championnat d'Europe des moins de 19 ans en 2001, la sélection espagnole s'impose en 2002 devant l'Allemagne.
En 2002, Iñaki Sáez succède à José Antonio Camacho en tant que sélectionneur de l'équipe d'Espagne. Une défaite devant la Grèce au cours de la phase éliminatoire de l'Euro 2004 oblige les Espagnols à disputer un match de barrage face à la Norvège afin de se qualifier. L'Espagne remporte son premier match du tournoi en battant la Russie, mais concède un match nul face aux Grecs, qui leur sont de nouveau opposés. Lors du 3e match du premier tour, l'équipe s'incline face au pays hôte, le Portugal. Malgré l'élimination de la sélection espagnole, Sáez annonce qu'il souhaite honorer son contrat, qui court jusqu'à la Coupe du monde 2006. Devant les critiques des médias espagnols, il démissionne finalement le 25 juin. Sáez est remplacé par Luis Aragonés. Lors de sa prise de fonction, celui-ci rend hommage à son prédécesseur en déclarant : « La chose la plus importante est que l'Espagne est une équipe très jeune, avec une moyenne d'âge de 24 ans. C'est grâce à Iñaki Sáez et personne ne peut le lui enlever. »
Après l'Euro, Iñaki Sáez reprend son poste à la tête des sélections de jeunes. Il dirige l'Espagne durant la Coupe du monde des moins de 20 ans 2005. L'équipe est éliminée en quarts de finale par l'Argentine, futur vainqueur de l'épreuve. En octobre 2006, l'équipe espoirs est battue en match de barrage par l'Italie et ne peut disputer la phase finale de l'Euro espoirs 2007.

## Palmarès

### En tant que joueur
- avec l'Athletic Bilbao :
  - Vainqueur de la Coupe d'Espagne en 1969 et 1973.

### En tant qu'entraîneur
- avec l'équipe d'Espagne espoirs :
  - vainqueur du championnat d'Europe espoirs en 1998, 3e en 2000 ;
  - vainqueur de la Coupe du monde des moins de 20 ans en 1999 ;
  - vainqueur du championnat d'Europe des moins de 19 ans en 2002, 3e en 2001.